# Günther Domenig
Günther Domenig (6. července 1934 Klagenfurt – 15. června 2012 Štýrský Hradec) byl rakouský avantgardní architekt.
Byl absolventem Technické univerzity ve Štýrském Hradci. V letech 1963 až 1973 spolupracoval s Eilfriedem Huthem. Byl představitelem expresionismu a dekonstruktivismu. V roce 2003 založil s Gerhardem Wallnerem kancelář Domenig & Wallner. Věnoval se také pedagogické činnosti.
Projektoval farní kostel v Oberwartu, olympijskou plaveckou halu v Mnichově, pobočku banky Zentralsparkasse na Favoritenstraße ve Vídni, Dokumentační centrum sjezdů NSDAP v Norimberku a kancelářskou budovu T-Center ve vídeňské čtvrti Landstraße. Jeho nejznámějším dílem je vlastní obytný dům Domenig Steinhaus v korutanské vesnici Steindorf am Ossiacher See, na kterém pracoval 22 let. Po Domenigově smrti je budova památkou spravovanou nadací Architektonický dům Korutany a je přístupná veřejnosti.
V roce 1989 mu byla udělena Cena města Vídně za architekturu a v roce 2004 Velká rakouská státní cena.

## Galerie

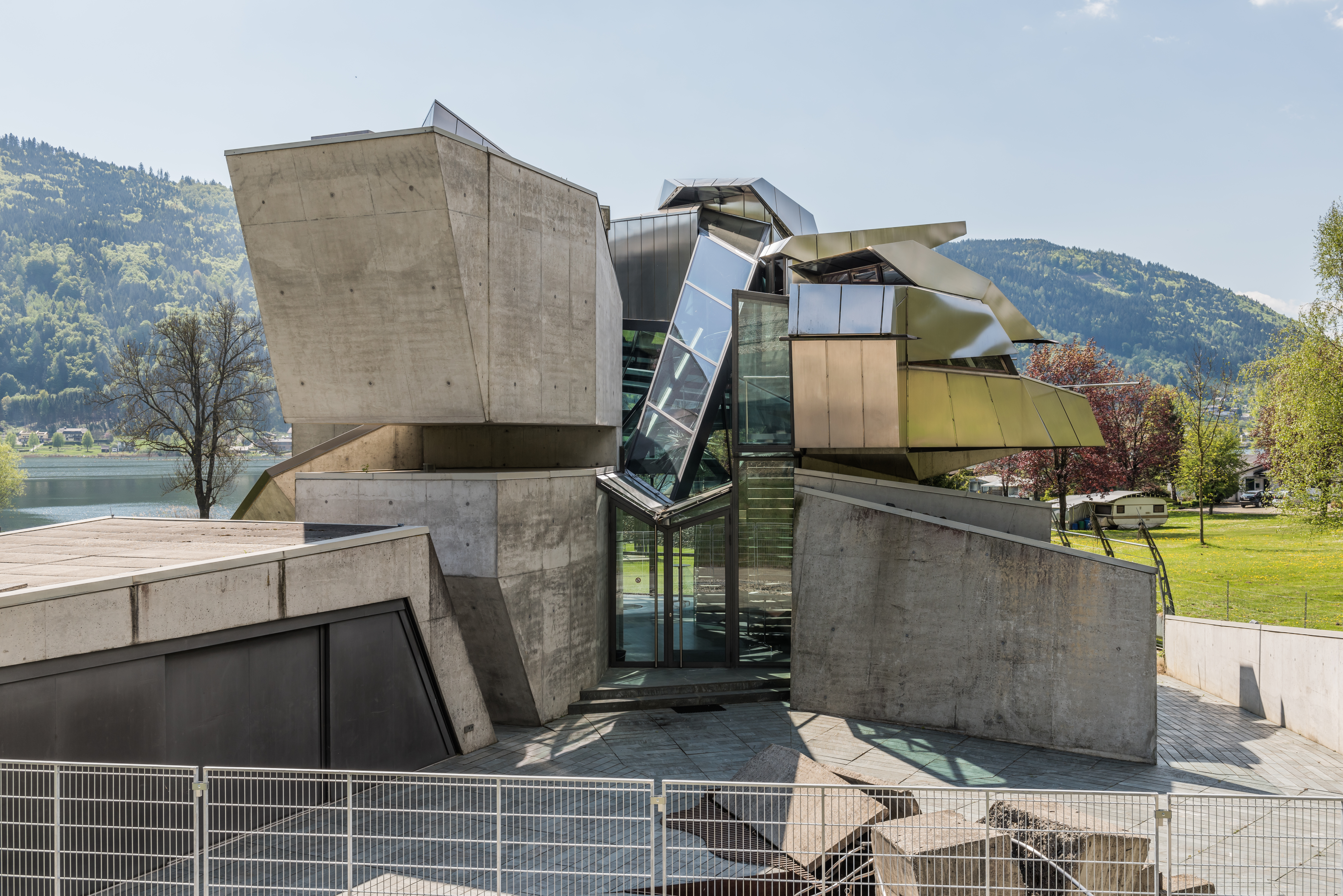
Steinhaus
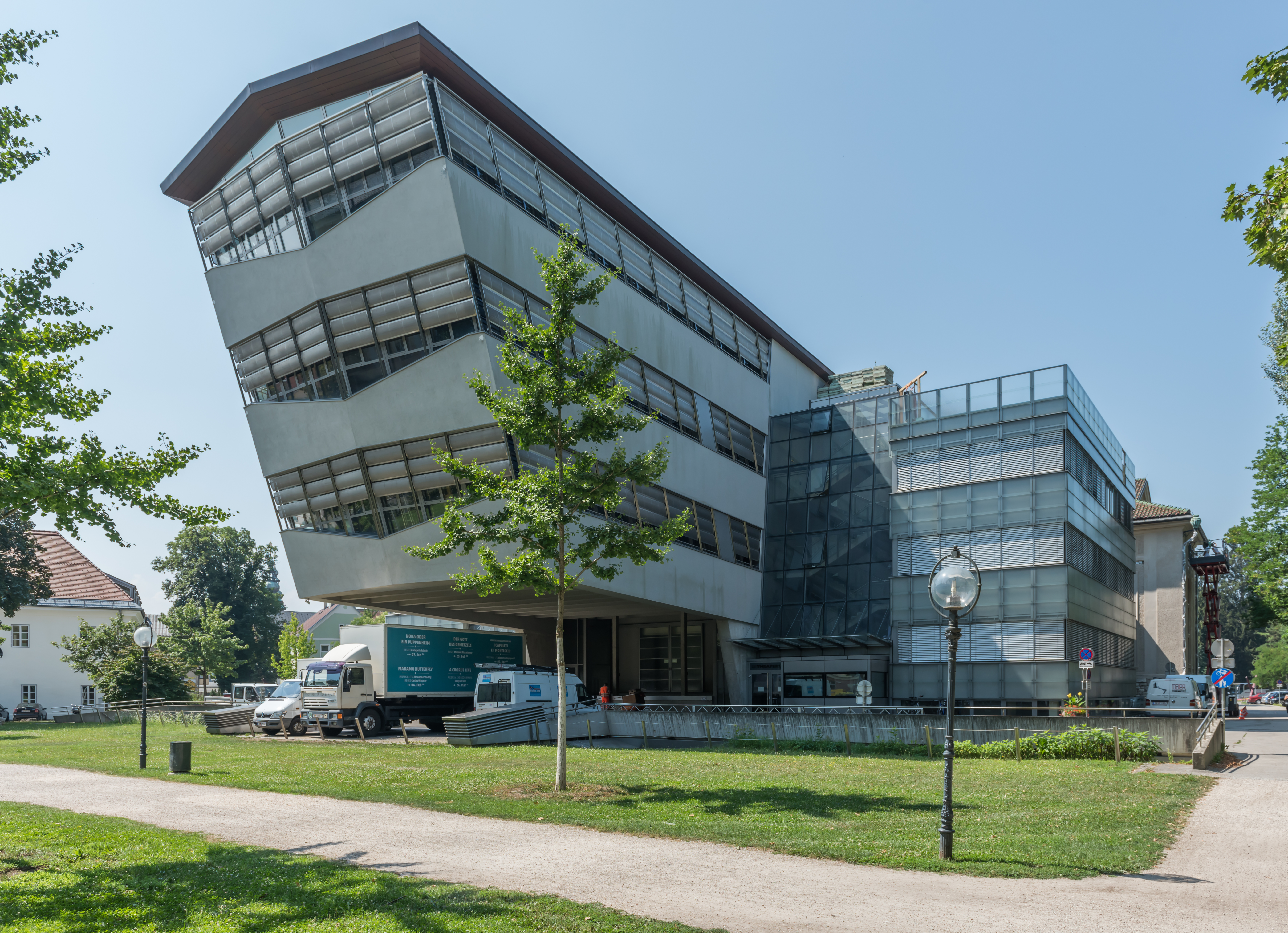
Divadlo v Klagenfurtu
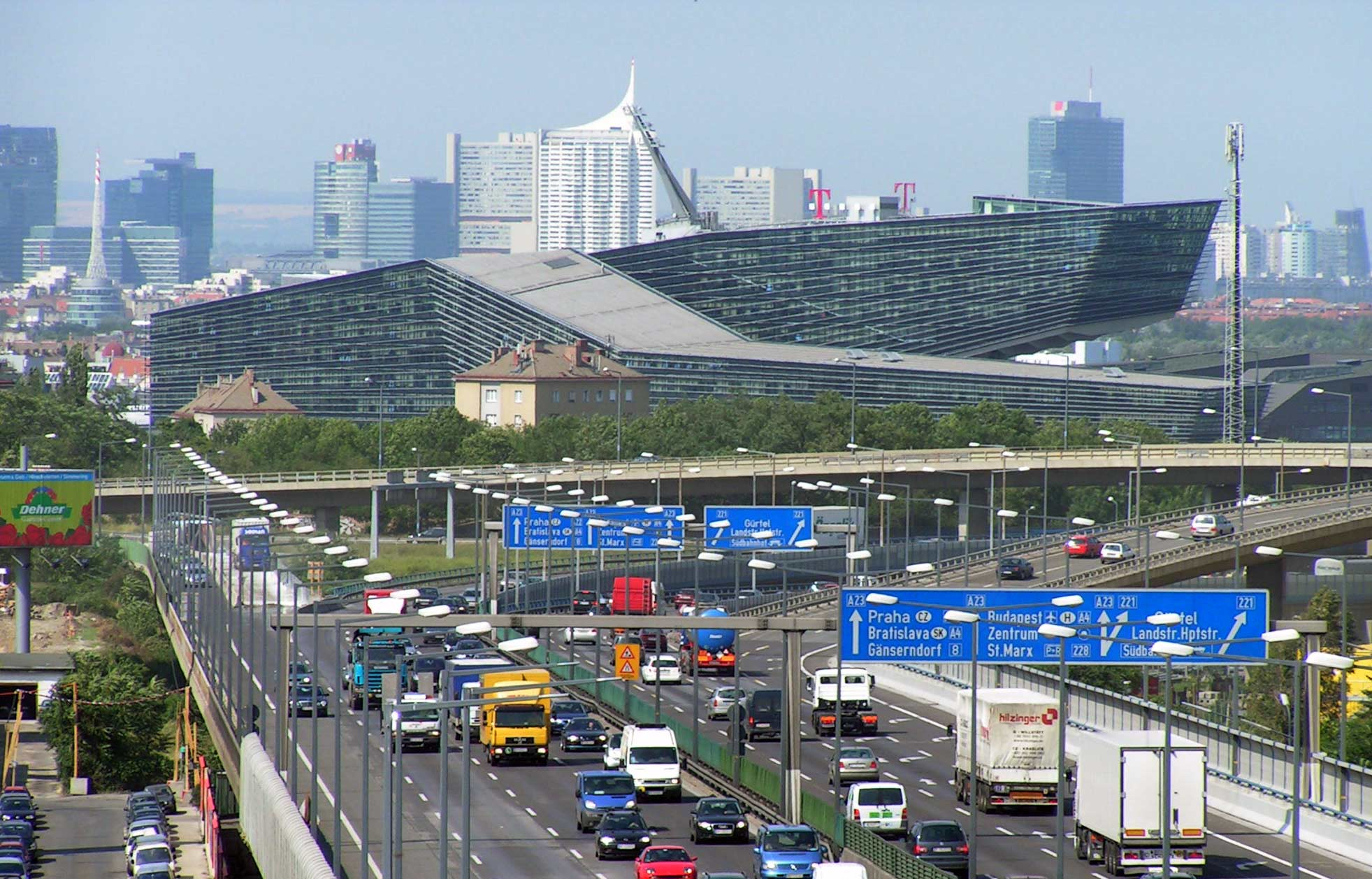
T-Center